# Achromadora subdubia
Achromadora subdubia är en rundmaskart som beskrevs av Gagarin 1971. Achromadora subdubia ingår i släktet Achromadora och familjen Cyatholaimidae. Inga underarter finns listade i Catalogue of Life.